# Stoke Mandeville
Stoke Mandeville è un villaggio e anche una parrocchia civile all'interno di Aylesbury Vale, quartiere 3 miglia (4,8 km) a sud-est di Aylesbury nella contea di Buckinghamshire, in Inghilterra. Anche se è una parrocchia civile separata, il villaggio rientra nell'area urbana di Aylesbury. Secondo il Rapporto censimento dell'area di questa parrocchia è 1.460 acri (5,9 km²). Lo Stoke Mandeville Hospital, anche se prende il nome dal villaggio, si trova sul confine della parrocchia con Aylesbury ed ha il più grande reparto di lesioni spinali in Europa.
In questa località si sono svolte nel 1984 i VII Giochi paralimpici estivi per gli atleti su sedia a rotelle, mentre per la categoria dei paralisi cerebrale, disabili visivi, amputati e les autres (gli altri) "condizioni così come non vedenti e atleti non vedenti", la sede era a New York negli Stati Uniti d'America.

## Galleria d'immagini

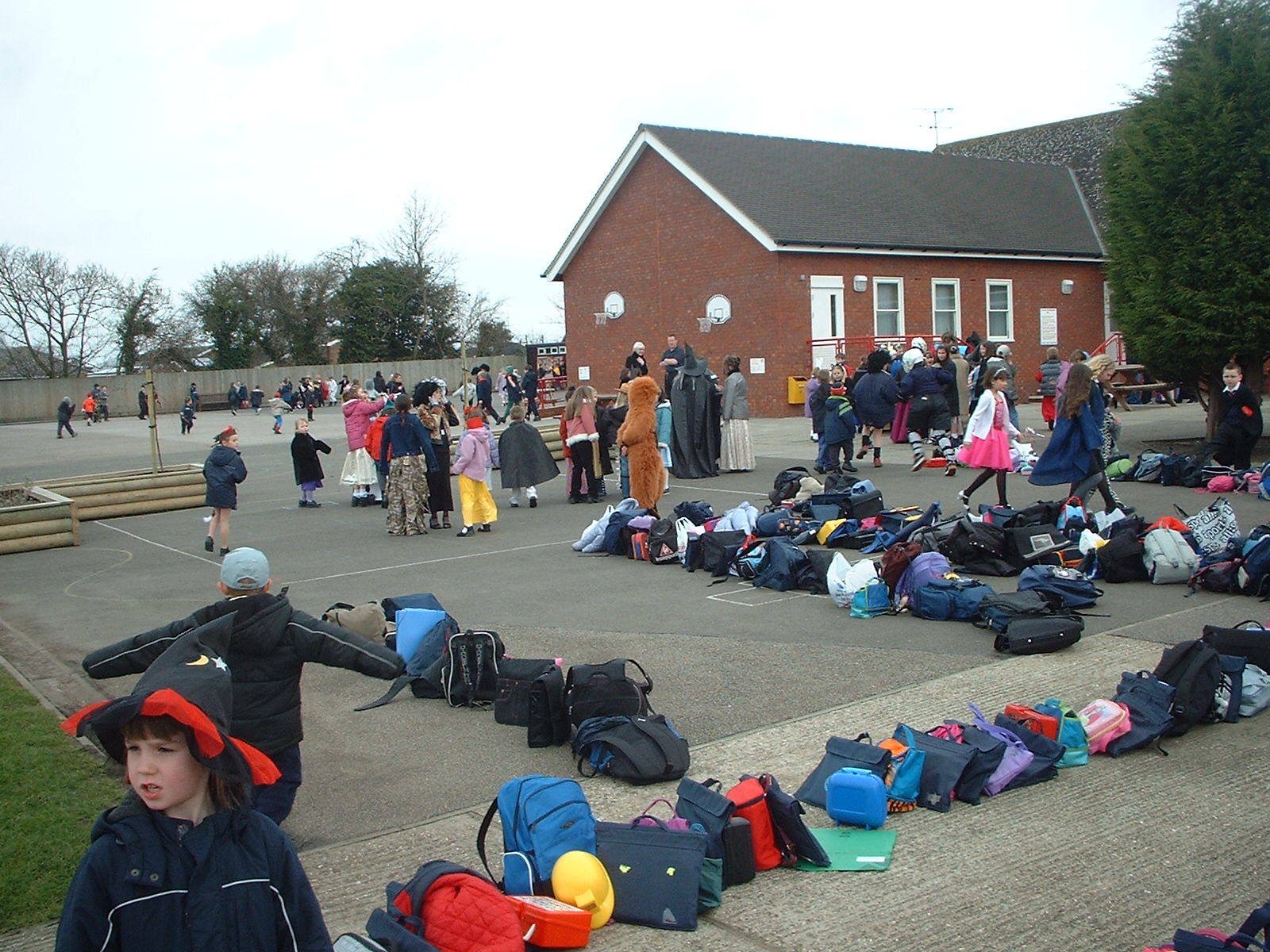
La parte posteriore della Scuola di Stoke Mandeville
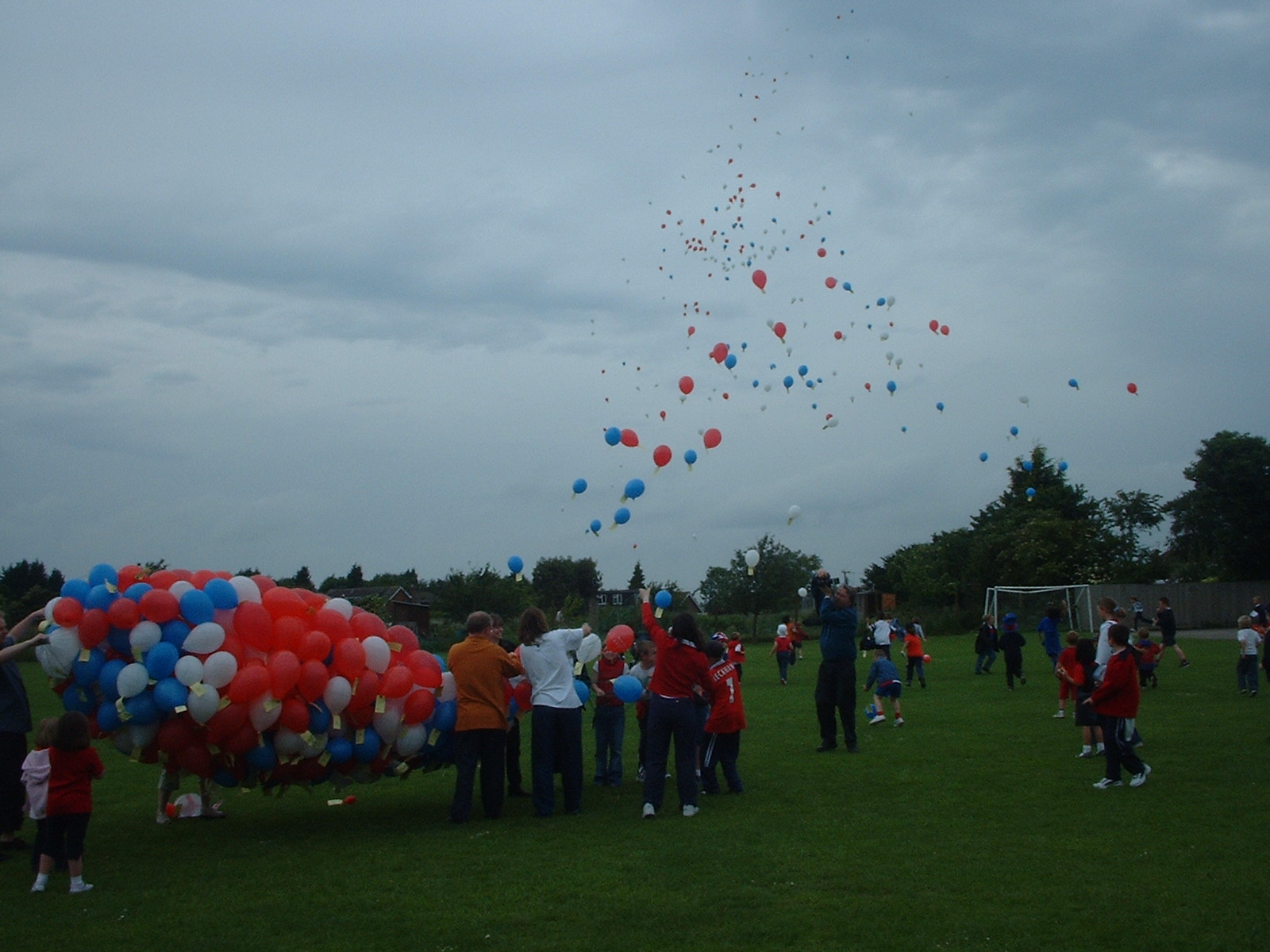
Un'altra immagine della Scuola di Stoke Mandeville